# Baitur Rahman-moskee (La Pobla de Vallbona)
De Baitur Rahman-moskee is een moskee van de Ahmadiyya Gemeenschap in de gemeente La Pobla de Vallbona in het oosten van Spanje in de autonome regio Valencia. De moskee werd op 29 maart 2013 ingehuldigd door Mirza Masroor Ahmad. Het is de tweede moskee van de ahmadiyya na de moskee in Pedro Abad.